# Martin Bergvold
Martin Bergvold est un footballeur danois né le 20 février 1984 à Rodovre.

## Palmarès
FC Copenhague
- Champion du Danemark (4) : 2004, 2006, 2007, 2011
- Vainqueur de la Coupe du Danemark (1) : 2004
- Vainqueur de la Royal League (2) : 2005, 2006